# Малый Белый дом Гарри Трумэна
Малый Белый Дом Гарри Трумэна (англ. Harry S. Truman Little White House) в Ки-Уэст, штат Флорида — одна из загородных резиденций президента США Гарри Трумэна, которую он посещал в течение исполнения полномочий 11 раз и в общей сложности провёл в нём 175 дней. Дом расположен в Трумэн Аннекс недалеко от Олд-Тауна в Ки-Уэст.

## История
Дом был спроектирован в 1889 году местной архитектурной фирмой «Scott, McDermott & Higgs» и предназначался для использования в качестве казармы для офицеров подводных лодок ВМС США.  Деревянный двухквартирный дом располагался на набережной и состоял из квартир для коменданта и для казначея.
В 1911 году здание было преобразовано в жилой дом коменданта базы, а земля перед домом была выделена под застройку. В итоге вид на море был заблокирован новым строением.
Первым президентом, посетившим это место в декабре 1912 года, был Уильям Тафт. Он прибыл по железной дороге и отплыл в Панаму для инспекции строящегося канала. Во время Первой мировой войны в доме проживал Томас Эдисон, оказывая свои услуги военному ведомству. За время своего шестимесячного пребывания здесь он усовершенствовал 41 подводное орудие. Во время Второй Мировой Войны дом оставался штабом командования базы.

## Использование резиденции Трумэном

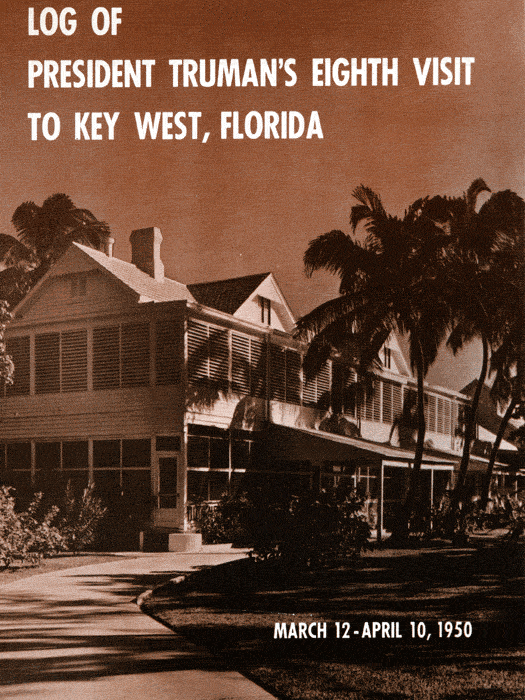
Официальная запись о визите Гарри Трумэна в Ки-Уэст с 12 марта по 10 апреля 1950 г.

К ноябрю 1946 года президент Гарри Трумэн провел на своем посту 19 месяцев, но был сильно истощен. Его врач, Уоллес Грэм, рекомендовал ему отпуск в теплом месте. Трумэн прибыл в Ки-Уэс в ноябре 1946 года. Покидая его, он обещал вернуться, если почувствует потребность в отдыхе. Его второй отпуск случился в марте 1947 года.  
После этого Трумэн посещал резиденцию каждый год в ноябре-декабре и феврале-марте. Меняющиеся технологии позволили президенту общаться со многими политиками и мировыми лидерами одновременно, и он мог вызывать сотрудников к себе в Ки-Уэст в трех часах полета от Вашингтона. При Трумэне было сформулировано правило — где президент, там и Белый дом. Документы подписанные в резиденции содержали запись «Белый Дом, военно-морская база США, Ки-Уэст, Флорида». 
В 1948 году Джеймс Форрестол проводил в резиденции встречу объединения начальников штабов для подготовки создания Министерства обороны. В честь места, где с 11 по 14 марта прошло совещание и была принята структура документа, который впоследствии получил название Ки-Уэстского соглашения.
Во время визитов Трумэна члены правительства и иностранные чиновники регулярно посещали Малый Белый Дом для рыбалки или игры в покер. Трумэн посетил Ки-Уэст вскоре после его перевыборов в 1948 году, и в его честь Дивижн-стрит (Division Street) была переименована в Трумэн-авеню. 

## Использование резиденции правительством США
После того как Трумэн покинул должность президента, он неоднократно приезжал в Ки-Уэст и останавливался в различных других местах.
Став президентом США Дуайт Эйзенхауэр отдыхал в резиденции в декабре 1955 — январе 1956 года чтобы оправиться от сердечного приступа. В 1948—1949 году генерал провёл в резиденции ряд встреч, после которых было создано Министерства обороны США. 
Джон Кеннеди и премьер-министр Великобритании Гарольд Макмиллан провели в резиденции однодневный саммит в марте 1961 года. Президент Кеннеди посетил резиденцию во второй раз в 1962 году сразу после карибского кризиса.
Позже здание было жилищем коменданта военно-морской базы до марта 1974 года, когда база подводных лодок была закрыта в связи с переводом подводных лодок ВМФ с дизельных на атомные двигатели. 12 февраля того же года оно было добавлено в Национальный реестр исторических мест США. 

## Переход в статус музея
1 января 1987 года здание было передано штату Флорида и перешло в доверительное управление штата в качестве публичного музея. В 1990 году для реставрации здания, чтобы оно выглядело как в 1949 году, был потрачен почти миллион долларов, одна из некоммерческая организаций продолжает реставрацию и каждую весну проводит просветительские конференции, посвященные деятельности Трумэна. 
В 1991 году зданию был присвоен статус государственного исторического музея. Сегодня в резиденции проводятся регулярные экскурсии, на которых можно увидеть комнаты, где Трумэны жили, работали и отдыхали. В резиденции хранятся личные вещи Трумэна, его портфель, книги, телефон и знаменитая табличка «Фишка дальше не идёт» по-прежнему на его столе. (На обратной стороне таблички нанесена надпись «я из Миссури».)
Бывший президент Джимми Картер и его семья были в резиденции в 1996 году. В апреле 2001 г. госсекретарь США Колин Пауэлл открыл неделю мирных переговоров ОБСЕ, возглавляемую сопредседателем Минской группы Кери Кавано, между президентом Армении Робертом Кочаряном и президентом Азербайджана Гейдаром Алиевым.
В январе 2005 г. бывший президент США Билл Клинтон и его супруга, сенатор Хиллари Клинтон, провели в резиденции выходные.